# Panay
Pour les articles homonymes, voir Panay (homonymie).
Pour l’article ayant un titre homophone, voir Panais.
Panay est une île des Philippines située dans les Visayas.

## Géographie
Panay est entourée par les îles de Tablas et Sibuyan au nord, Masbate au nord-est, Cebu, Negros et Guimaras au sud-est. Elle se situe en mer des Philippines, qui contient elle-même plusieurs espaces maritimes de l'archipel des Philippines. Les mers intérieures qui baignent l'île sont : la mer de Sibuyan, à l'est, la mer de Visayan, au sud-est le détroit de Guimaras, le golfe de Panay au sud  et à l'ouest la mer de Sulu.
Sur un plan administratif, elle est divisée entre quatre provinces : Aklan, Antique, Cápiz et Iloilo, toutes dans la région des Visayas occidentales. La principale ville de l'île est Iloilo.

## Histoire

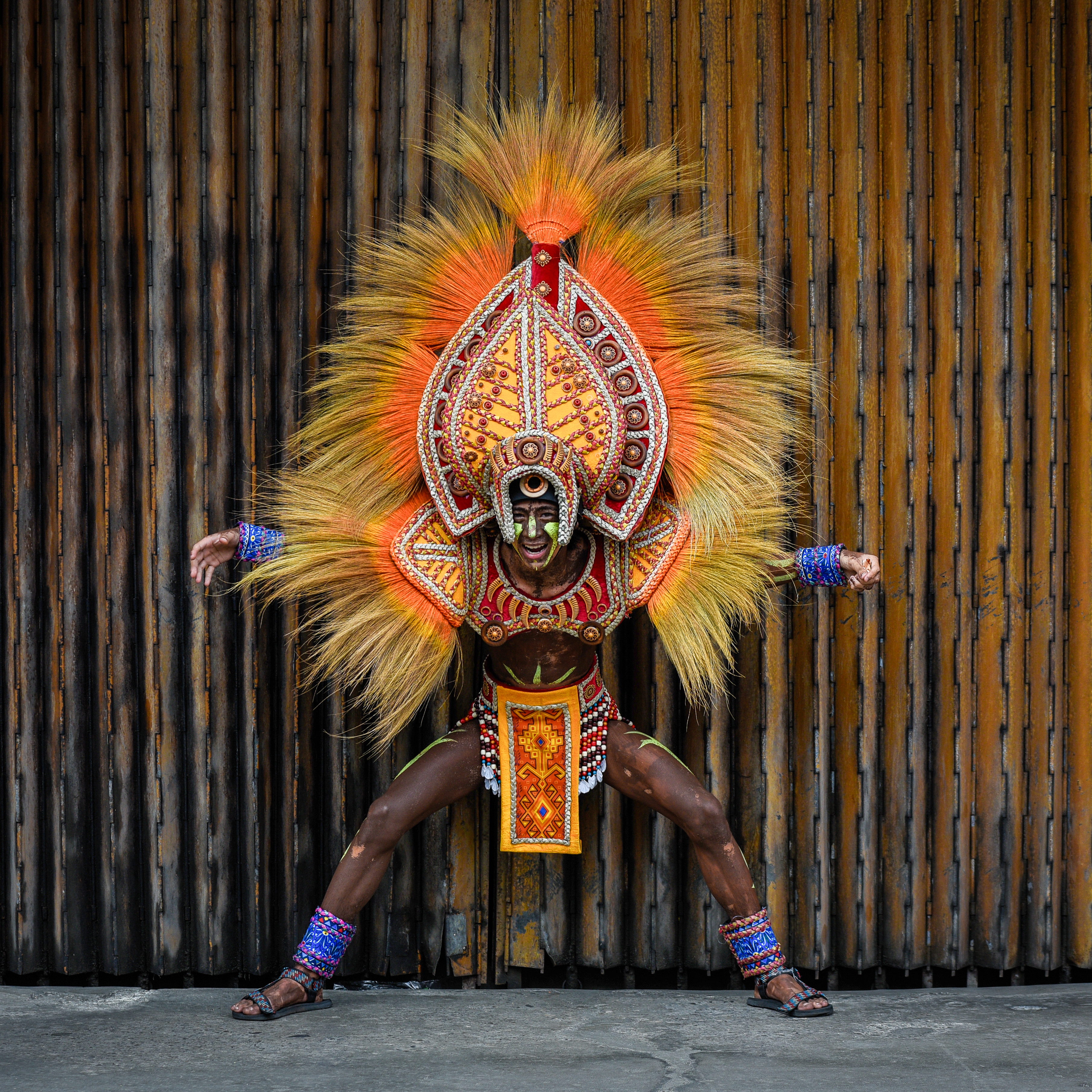
Danse traditionnelle à Panay pendant le festival Dinagyang. Janvier 2023.

### Premiers peuplements
On ne dispose aujourd'hui d'aucun récit écrit préhispanique de l'île de Panay. Les traditions orales, sous la forme d'épopées récitées comme le {{lien[Hinilawod}} (ou « Contes de l'embouchure de la rivière Halawod »), ont survécu dans une certaine mesure, grâce à des enregistrements de ces poèmes épiques, notamment celui collecté et transcrit en 1957 par le célèbre anthropologue philippin F. Landa Jocano, lui-même natif de l'île de Panay.
Selon la légende de Maragtas, Panay est le lieu d'arrivée des Malais aux Philippines. Pedro Monteclaro fait mention que dix habitants de Bornéo, située au sud-ouest, qui débarquent sur Panay à San Joaquin. Ils pratiquent l'agriculture sur des terres achetées aux Aeta qui nomment l'île Aninipay d'après une plante abondante. Les Malais nomment de leur côté l'île Madya-as et fondent trois communautés : Irong-irong, Akean (qui inclut Cápiz) et Hamtik.
Cápiz est l'un des premiers établissements malais aux Philippines, membre de la confédération des Madja-as née après l'achat de Panay au roi negrito Marikudo.

### Colonisation espagnole
Lorsque les Espagnols menés par Miguel López de Legazpi débarquent à Panay en provenance de Cebu, ils découvrent des hommes tatoués et nomment alors l'île Isla de los Pintados, l'« île des (Hommes) peints ». D'après une source populaire, alors à la recherche de nourriture, les Espagnols s'exclamèrent Pan hay en esta isla ! (« Il y a du pain sur cette île ! »), ce qui serait à l'origine du nom actuel de l'île. Ils fondent le second établissement espagnol des Philippines à l'embouchure de la rivière Banica, à Cápiz, après s'être déjà fondé à San Miguel sur Cebu.

### Incident du Panay
Le nom de Panay fut donné à plusieurs navires américains, le plus connu étant la canonnière que les Japonais coulèrent (prétendument par erreur) en décembre 1937, lors du sac de Nankin. Le mitraillage par les avions et les bateaux japonais (qui provoqua deux morts) fut filmé in extenso par des correspondants de guerre qui s'étaient réfugiés à bord, avec les nombreux occidentaux fuyant les envahisseurs. Largement diffusée dans les cinémas américains en pleine période des fêtes de fin d'année 1937, l'agonie du petit bateau américain suscita la colère du pays tout entier, des manifestations de masse sommèrent Roosevelt de réagir. L'« incident du Panay » faillit provoquer l'entrée en guerre des États-Unis, mais le Japon, estimant sans doute qu'il était trop tôt, fit des excuses aux Américains et paya de lourds dommages-intérêts.

## Démographie
Les Ati sont une population autochtone de Panay.